# Municipi d'Odder
El municipi d'Odder és un municipi danès situat a l'est de la península de Jutlàndia. La Reforma Municipal Danesa del 2007 no va afectar el territori del municipi que abasta una superfície de 225 km², incloent-hi l'illa d'Alrø, al fiord de Horsens, i la de Tunø a l'estret de Kattegat. També forma part de la Regió metropolitana de l'est de Jutlàndia.
La ciutat més important i seu administrativa del municipi és Odder (11.083 habitants el 2009). Altres poblacions del municipi:
- Alrø
- Bjerager
- Falling
- Gosmer
- Gylling
- Halling
- Hundslund
- Nølev
- Ørting
- Randlev
- Saksild
- Torrild
- Tunø

## Consell municipal
Resultats de les eleccions del 18 de novembre del 2009:
| Partit                       | vots | % vots |
| ---------------------------- | ---- | ------ |
| Socialdemokratiet            | 2936 | 24,9   |
| Det Radikale Venstre         | 164  | 1,4    |
| Det Konservative Folkeparti  | 1672 | 14,2   |
| Borgerlisten                 | 181  | 1,5    |
| Socialistisk Folkeparti      | 2169 | 18,4   |
| Odder Kommuneliste           | 413  | 3,5    |
| Jørgensen Listen             | 47   | 0,4    |
| Alternativet                 | 34   | 0,3    |
| Kultur- og Miljølisten       | 590  | 5,0    |
| Dansk Folkeparti             | 431  | 3,7    |
| Venstre                      | 3039 | 25,8   |
| Fremskridtspartiet           | 30   | 0,3    |
| Enhedslisten - De Rød-Grønne | 82   | 0,7    |

### Alcaldes
| Alcalde           | Període               | Partit  |
| ----------------- | --------------------- | ------- |
| Niels-Ulrik Bugge | 1-1-2007 a 31-12-2009 | Venstre |
|                   | 1-1-2010 a ----       |         |